# Pyrausta arenicola
Pyrausta arenicola là một loài bướm đêm trong họ Crambidae.